# Чоловіки в офсайді
«Чоловіки́ в офса́йді» (чеськ. Muži v offsidu або Muži v ofsajdu) — роман чеського письменника Карела Полачека 1931 року, написаний в сатирично-гумористичному стилі. Екранізований того ж року за сценарієм автора.
Комедійний твір, що розповідає про життя мешканців Жижкова (передмістя Праги): юнака Емануеля Габаска і його батька, Емана-старшого. Обоє — палкі вболівальники скромної футбольної команди «Вікторія» (Жижков), що певний час була лідером чеського футболу, а зараз перебуває в тіні «Славії» та «Спарти». На одному з матчів Еман-молодший вступає в суперечку з паном Ріхардом Начерадцем, що вболіває за «Славію». Після примирення пан Начерадець люб'язно пропонує безробітному юнакові роботу у своєму магазині одягу. Одного разу Еман знайомиться з молодою дівчиною Емількою, яка шиє одяг для магазину…
Карел Полачек у жартівливому стилі описує життя простих мешканців Праги і їхню любов до футболу.
У Чехословаччині роман витримав понад 10 видань, а фільм, який знято 1931 року за сценарієм письменника, також отримав велику популярність. Режисер: Святоплук Іннеманн. Роль пана Начерадця зіграв відомий актор Гуґо Гаас.
Українською мовою роман виданий 1972 року у видавництві «Молодь» (Київ). З чеської переклав Ростислав Тимченко. В українському виданні використано ілюстрації з чеського видання 1965 року. Художник: Антонін Пельц.